# Marie-France Stirbois
Pour les articles homonymes, voir Stirbois.
Marie-France Stirbois, née Charles le 11 novembre 1944 à Paris 8e et morte le 16 avril 2006 à Villeneuve-Loubet, est une femme politique française, députée de 1989 à 1993, députée au Parlement européen de 1994 à 1999 et de 2003 à 2004. 
Militante historique du Front national (FN), Marie-France Stirbois a marqué la vie politique française en réalisant avec son mari Jean-Pierre Stirbois les premiers succès électoraux du FN, en 1983 à Dreux. Entre 1989 et 1993, elle est la seule députée frontiste à siéger à l'Assemblée nationale, après que Yann Piat eut changé de camp politique.

## Biographie

### Enfance, études et premiers engagements
Elle est la cadette de la famille Charles qui comptait quatre filles. Son père était un dirigeant d'une société d'entrepôts frigorifiques et de conserverie, et sa mère une femme au foyer, tous deux ardents gaullistes jusqu'en 1962 (Mme Charles fut décorée de la Croix de guerre avec palmes). La mère de Marie-France Stirbois fut emprisonnée par les Allemands à Bourges, et ses deux sœurs furent agents de liaison de la Résistance jusqu'à la fin de la guerre.
Dans les années 1950, la famille Charles s'installe à Dreux. Le premier engagement politique de la jeune Marie-France remonte à la guerre d'Algérie, pour s'opposer à l'indépendance de ces départements français. En 1964, elle milite dans les Comités Tixier-Vignancour, candidat de l'extrême droite à l'élection présidentielle de 1965. C'est à cette époque qu'elle a fait la connaissance de son futur mari, Jean-Pierre Stirbois. Elle se rapproche alors d'Occident. 
Lors des événements de Mai 68, elle est étudiante à Nanterre, où, responsable de la Fédération nationale des étudiants de France (FNEF), elle manifeste contre les grévistes. Titulaire du CAPES d'anglais, elle se marie l'année suivante et enseigne l'anglais pendant sept ans au lycée de Colombes, puis arrête de travailler pour élever ses deux enfants.

### Militantisme aux côtés de son époux
Comme son époux, elle milite d'abord dans la mouvance « solidariste » de l'extrême droite, au Mouvement jeune révolution, qui rejette le « totalitarisme marxiste » et le « capitalisme international ». 
Lorsque le couple Stirbois adhère au Front national en 1977, créé cinq ans plus tôt, ils ont chacun une carrière politique militante. Elle devient la cogérante de l'imprimerie que son mari a créée alors qu'ils se lancent en politique à Dreux. Mais contrairement à son époux, Marie-France Stirbois fait ses premières armes pour les élections législatives de 1978 à Paris. Elle remporte un premier succès électoral lors des cantonales de 1982 avec un score de 10 %, puis se présente à Nanterre, dans les Hauts-de-Seine, en 1985. Sa première candidature nationale à Dreux remonte aux législatives de 1986 alors que trois ans plus tôt, Jean-Pierre Stirbois était devenu l'un des adjoints FN au maire RPR de la ville, Jean Hieaux, à la suite d'une alliance électorale. Lors des élections régionales de 1986, comme son mari, elle est élue au conseil régional de la région Centre.

### Succès électoraux
Après le décès de son mari Jean-Pierre Stirbois le 5 novembre 1988 dans un accident de voiture, elle prend sa succession dans l'engagement local et incarne le Front national à Dreux, d'abord comme conseillère municipale, puis comme tête de liste lors des élections municipales de mars 1989. Elle échoue dans sa tentative de remporter la mairie et est réélue simple conseillère municipale. 
Dans la deuxième circonscription d'Eure-et-Loir, la démission le 2 octobre 1989 du député RPR Martial Taugourdeau qui vient d'être élu sénateur, provoque une élection partielle. Celle-ci a lieu les 26 novembre et 3 décembre 1989. Marie-France Stirbois recueille 42,5 % des voix au premier tour et 61,3 % des voix au second face au candidat RPR Michel Lethuillier. Elle est ainsi élue députée et sera la seule élue frontiste à siéger à l'Assemblée nationale durant la IXe législature (après l'exclusion de Yann Piat du FN en octobre 1988). Cette victoire est le résultat d'un long et intense travail d'implantation locale ainsi que d'un contexte national porteur. En septembre 1989 a lieu l'affaire des voiles islamiques de Creil qui domine fortement le débat politique. Le style rassurant de Marie-France Stirbois joue également en sa faveur. Le journal Le Monde note ainsi : « Personne ne savait comment contrer cette candidate qui caressait la joue des enfants et remontait gentiment le col des vieilles dames pour qu'elles ne prennent pas froid. » Et Le Nouvel Observateur après le premier tour écrit : « Elle a en plus le charme qui manquait à l'ancien numéro deux du Front national. Cette élégante femme blonde à la voix douce, un brin traînante, est une combattante en escarpins et gants de chevreau. Et ses propos sur l'immigration sont toujours parsemés de fleurs. » Par ailleurs, les divisions déjà anciennes des socialistes locaux, ainsi que celle du RPR et de l'UDF lui profitent. Enfin, comme l'analyse Le Nouvel Observateur, elle bénéficie de la protestation d'une partie des Drouais face à la présence d'une forte population immigrée qui représente 30 % de la population totale de la ville. 
Elle conserve son mandat de députée jusqu'aux élections législatives suivantes de mars 1993 où elle perd de très peu face au candidat RPR Gérard Hamel (49,87 % au second tour). Ayant déposé une requête pour l'annulation de l'élection, le Conseil constitutionnel rejette sa demande le 23 septembre 1993. En 1990, elle fait son entrée au bureau politique du Front national, l'instance de direction du parti. En mars 1994, elle est élue conseillère générale dans le canton de Dreux-Ouest, poste qu'elle occupera jusqu'à la fin de son mandat en 2001. En juin 1994, elle est élue députée européenne avec dix autres membres de la liste du Front national sur laquelle elle était placée en sixième position. Elle démissionne peu après de son mandat de conseillère régionale du Centre, et siège au Parlement européen jusqu'aux élections européennes de 1999 où elle n'est pas réélue. 
Après deux nouveaux échecs pour conquérir la mairie de Dreux (en 1995 et 1996), elle quitte la région Centre pour le sud où elle est élue conseillère municipale de Nice en 2001 après avoir recueilli 14,20 % des voix au second tour de l'élection municipale.
En janvier 1998, elle est chargée de l'intérieur dans le contre-gouvernement du FN supervisé par Jean-Claude Martinez. En 1999, elle est nommée, au sein du Front national, déléguée nationale aux actions catégorielles. En 2003, elle reprend pendant un an le siège de Jean-Marie Le Pen après la déchéance de son mandat de député européen à la suite de sa condamnation à un an d'inéligibilité. En 2004, elle est élue conseillère régionale de Provence-Alpes-Côte d'Azur. La même année, Jean-Marie Le Pen l'écarte de la deuxième place éligible sur la liste FN aux élections européennes dans la circonscription Sud-Est, au profit de Lydia Schénardi,. Il lui propose la deuxième place sur la liste FN dans la circonscription Sud-Ouest ce qu'elle refuse, préférant la dernière position, la « place d'honneur ». 

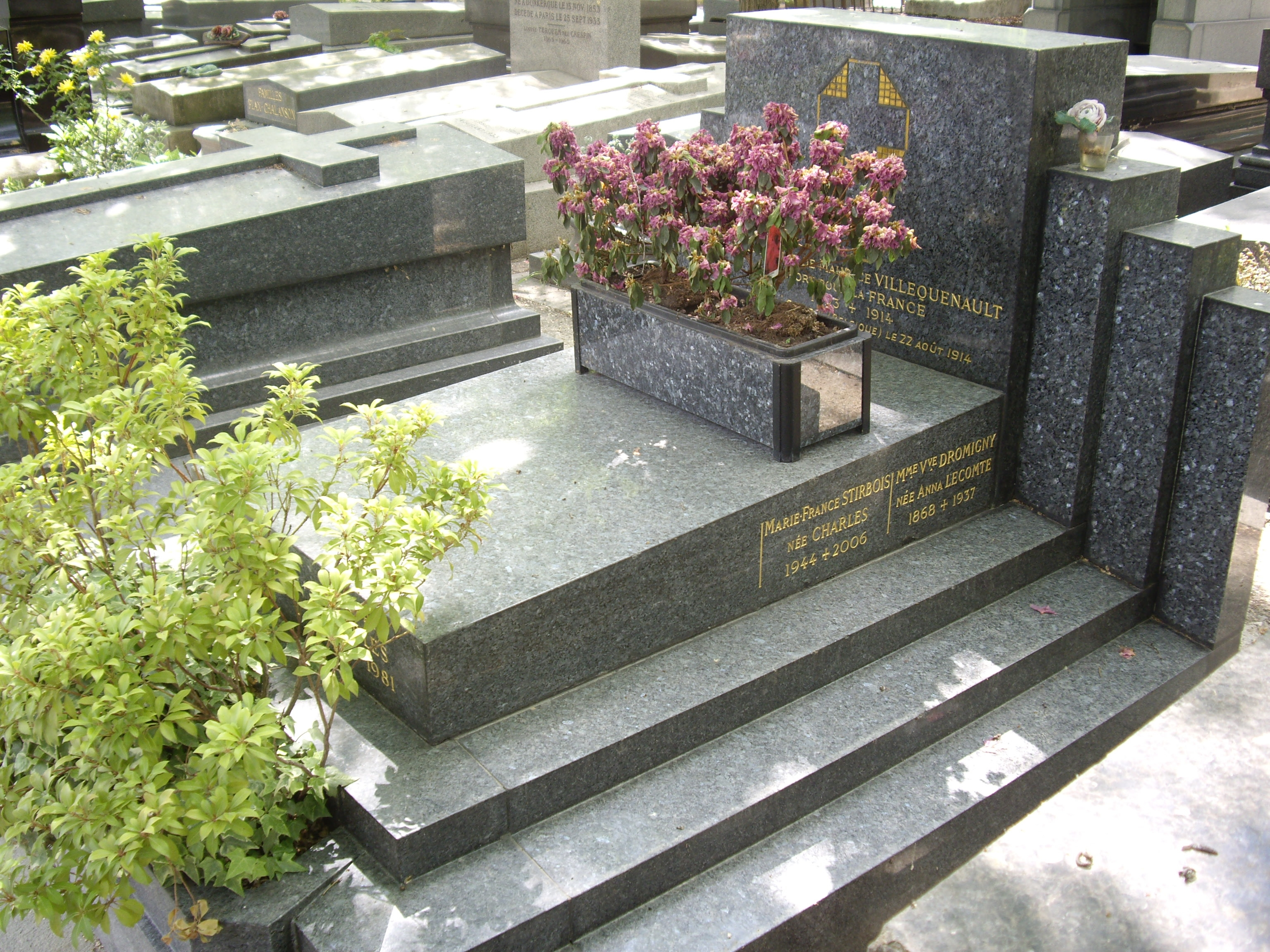
Tombe dans laquelle repose Marie-France Stirbois, au cimetière du Montparnasse.

Proche de Jacques Bompard, qui rejoint le MPF à l'automne 2005, Marie-France Stirbois s'opposait régulièrement, dans les dernières années de sa vie, à Jean-Marie Le Pen. Elle affirma qu'elle ne voterait pas pour Marine Le Pen si celle-ci était la candidate du Front national à l'élection présidentielle de 2007. Elle fut deux fois sanctionnée par les institutions frontistes et fut suspendue provisoirement de ses fonctions au bureau politique du parti en octobre 2005. Commentant cette décision, elle déclara : « J'observe qu'une coterie formée de quelques personnes exerce une influence néfaste sur Jean-Marie Le Pen. C'est une sorte d'État lilliputien. Ils ont réussi à le déconnecter de ses vrais amis et du mouvement. Depuis, il n'y a plus de débat au bureau politique. Les décisions sont prises ailleurs. » Elle avait rejoint l'association locale de Jacques Bompard, « L'Esprit public ».

### Maladie et mort
Elle meurt le 16 avril 2006, après plusieurs mois de lutte contre le cancer et plusieurs semaines en soins palliatifs,. Ses obsèques sont célébrées en l'église Saint-Marc de Villeneuve-Loubet. Elle est inhumée au cimetière du Montparnasse (10e division) avec son mari.

## Détails des mandats et fonctions
- 1965 : participation à la campagne présidentielle de Jean-Louis Tixier-Vignancour
- 1966-1977 : participation au combat « solidariste » (en particulier au Mouvement jeune révolution, puis à l'Union solidariste à partir de 1976)
- 1977-2006 : membre du Front national
- 1986-1994 : conseillère régionale du Centre
- 1989-2001 : conseillère municipale de Dreux
- 4 décembre 1989-1er avril 1993 : députée d'Eure-et-Loir
- 1990-2006 : membre du bureau politique du FN (suspendue provisoirement en 2005)
- 1994-2001 : conseillère générale d'Eure-et-Loir (canton de Dreux-Ouest)
- 1994-1999 et 2003-2004 : députée européenne
- 1999-2006 : déléguée nationale aux actions catégorielles du FN
- 2001-2006 : conseillère municipale de Nice
- 2004-2006 : conseillère régionale de Provence-Alpes-Côte d'Azur

## Ouvrage
- Dreux ville française  (ISBN 2-909178-37-4).